# Pierre de Troyes
Pierre de Troyes, aussi connu comme le chevalier ou le sieur de Troyes, est un capitaine d'une compagnie franche de la Marine en Nouvelle-France. Il naît le 3 mai 1645 en Normandie ou en Champagne et meurt au fort Niagara le 8 mai 1688.
Il est surtout connu pour l'expédition qu'il fait à la baie d'Hudson pour y déloger les Anglais en 1686.  À cette occasion, il dirige la troupe composée de Pierre Le Moyne d'Iberville, Paul Le Moyne de Maricourt et Jacques Le Moyne de Sainte-Hélène et d'une centaine d'hommes.

## Vie

### Famille
Le chevalier de Troyes est le fils de Madeleine Alard et de Michel de Troyes, procureur au parlement de Paris. Il épouse Marie Petit de L'Estang le 5 février 1681 et est membre du corps des officiers du régiment de Piémont.

### Arrivée en Nouvelle-France

L’expédition de la baie d’Hudson, fait d’armes de Pierre de Troyes en 1686.

Nommé, le 5 mars 1685, capitaine d'infanterie d'une compagnie de la marine servant déjà en Nouvelle-France, Pierre de Troyes débarque à Québec le 1er août 1685. À bord du navire se trouve le nouveau gouverneur de la colonie, Jacques-René de Brisay, marquis de Denonville, qui va succéder à Joseph-Antoine Le Febvre de La Barre.
Dès son arrivée, Denonville accepte l'idée de prendre le fort Bourbon, érigé en 1682 à la baie d'Hudson et de s'emparer des établissements occupés ou construits par les Anglais. Le nouveau gouverneur accepte que l'expédition, qu'il prépare pendant l'hiver 1685-1686, soit financée par la Compagnie du Nord, ou Compagnie française de la baie d'Hudson, formée cinq ans plus tôt sur l'initiative de Charles Aubert de La Chesnaye ; celui-ci veut en effet reprendre le commerce de la fourrure dans cette région.
Le 12 février 1686, le gouverneur Denonville ordonne au sieur de Troyes de quitter Québec « pour aller occuper des postes sur les côtes de la baie du Nord ». La troupe est formée de 30 soldats et de 70 Canadiens choisis pour leur habileté et leur endurance à voyager, canoter et se battre. Le capitaine de Troyes apporte un tambour, un interprète, un ou plusieurs charpentiers et un forgeron ; ils transportent des épées, des outils, des pics, des pioches et des pelles. Pour cette expédition, il est assisté par trois frères appelés à devenir célèbres, qui dirigent chacun une section formée d'une trentaine d'hommes. Il s'agit des Montréalais Pierre Le Moyne d'Iberville, Paul Le Moyne de Maricourt et Jacques Le Moyne de Sainte-Hélène.
La troupe part de Montréal en mars 1686.

### La bataille de la baie James

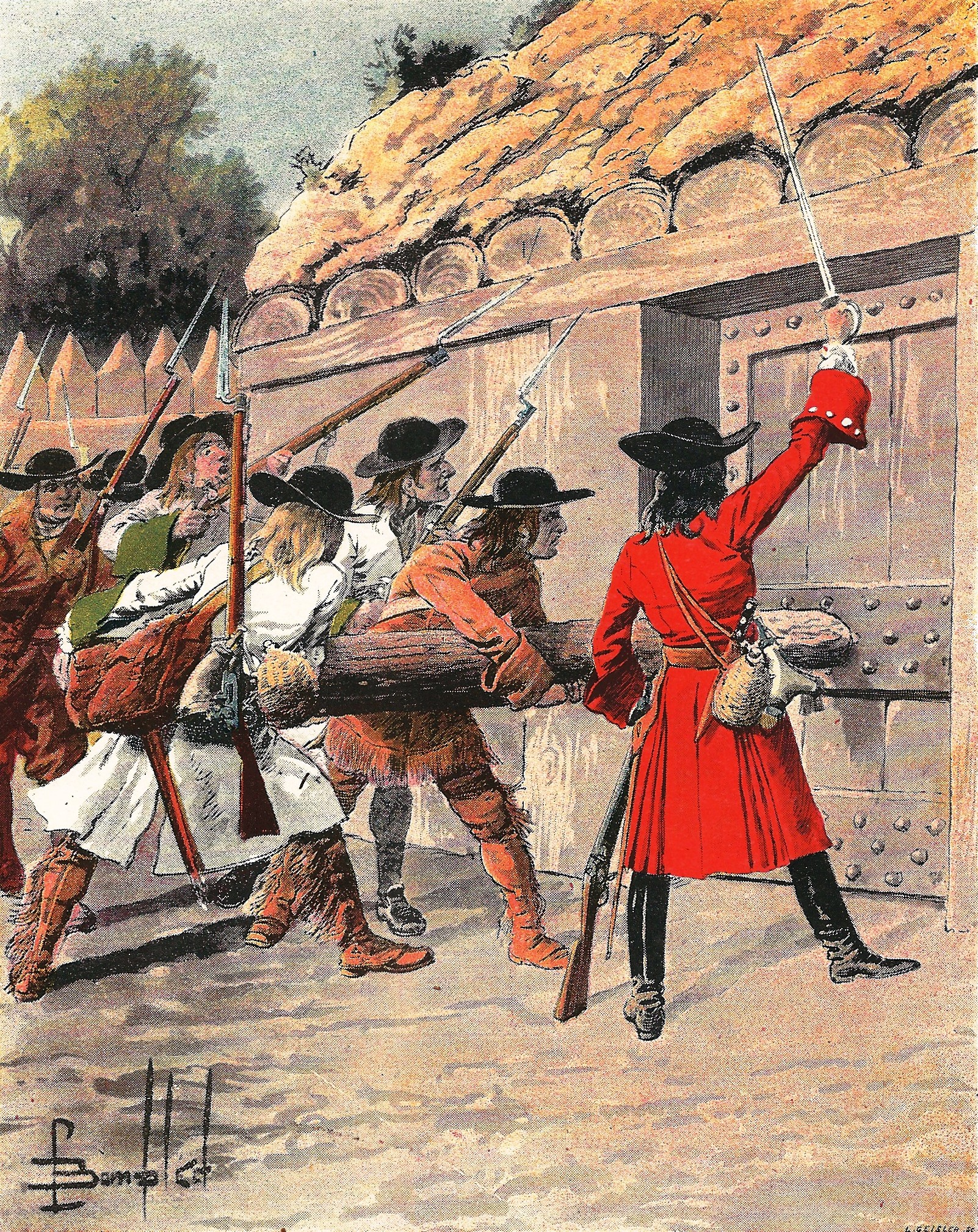
Attaque du fort Monsipi par d'Iberville (Louis Bombled).

La mission du chevalier de Troyes, ce qu'on appellera la bataille de la baie James est audacieuse : l'expédition utilise des canots pour le transport de la troupe, dans le style des voyageurs, partant de Montréal, naviguant sur la rivière des Outaouais au nord et faisant du portage pour atteindre le lac Témiscamingue, le lac Abitibi et son affluent, la rivière Abitibi. 
L'expédition avait été commandée par le roi de France au gouverneur Jacques-René de Brisay, arrivé quelques mois plus tôt dans la colonie.
Cette marche dure jusqu'au 20 juin. Ils arrivent au nombre de 82, vers Monsipi, qui est situé au fond de la baie. L'assaut prend les Britanniques totalement par surprise. Ils capturent avec facilité le Moose House (Fort Monsipi ou fort Saint-Louis) sur la rivière Monsoni, le 20 juin. Le 3 juillet, les troupes de Troyes prennent le Fort Rupert (Fort Charles) sur la rivière Rupert et le HMS Craven, utilisé pour naviguer vers le Fort Albany (Quichichouane), sur l'île Rayly près de l'embouchure de la rivière Albany, qui tombe le 26 juillet 1686.

### Commandant au fort Niagara
Quelques semaines après son retour de la baie d'Hudson, Denonville exprime sa satisfaction au ministre des Colonies, le marquis de Seignelay, en ces termes : « Le sieur de Troyes est le plus intelligent et le plus capable de nos capitaines ; il a l'esprit tel qu'il faut pour avoir tous les ménagements nécessaires pour commander aux autres. On ne saurait avoir une meilleure conduite que celle qu'il a eue dans l'entreprise du Nord car il lui a fallu du savoir-faire pour tirer des Canadiens les services qu'il en a eus et pour les mettre dans l'obéissance. »
Les qualités du capitaine de Troyes expliquent pourquoi il commande l'une des quatre troupes parties pour le fort Frontenac, au mois de juin 1687, dans une mission en territoire iroquois réclamée de Paris par le ministre de la Marine, qui recommande de faire un maximum de prisonniers chez les Iroquois pour les envoyer en France.
Cette campagne punitive contre les Sonontonces (Tsonnonthouans, Sonnontouans, Sonnontonnans ou Sénécas) se résume en la destruction systématique des villages. Par la suite, le gouverneur Jacques-René de Brisay  donne au chevalier le commandement du fort Niagara. L'hiver de 1687-1688 y est tragique. Le scorbut se  déclarant dans la garnison, presque tous les hommes y succombent, dont le chevalier de Troyes lui-même, qui meurt le 8 mai 1688. Quelques semaines plus tôt, certains des rares survivants avaient fomenté un complot en vue de l'assassiner et d'élire un commandant de leur choix.

## Écrits
- Ivanhoë Caron (dir.), Journal de l'expédition du chevalier de Troyes à la baie d'Hudson, en 1686, Beauceville, Compagnie deL'Éclaireur, 1918 — Avec notes de l'abbé Caron.

## Compléments